# Protolampra nyiwonis
Protolampra nyiwonis là một loài bướm đêm trong họ Noctuidae.